# Feuilla
Feuilla  (okzitanisch Fulhan) ist eine Gemeinde mit 107 Einwohnern (Stand 1. Januar 2022) in Frankreich. Sie liegt im Département Aude in der Region Okzitanien. Feuilla  liegt in der Landschaft Corbières maritimes.
Die Einwohner der Gemeinde heißen Feuillans.
Ein Teil der landwirtschaftlichen Flächen dient dem Weinbau und die Weinberge liegen innerhalb der geschützten Herkunftsbezeichnung Corbières. Darüber hinaus dürfen die Weine unter dem Namen der Landweine Vin de Pays des Coteaux du Littoral Audois sowie Vin de Pays d’Oc vermarktet werden.
Die Gemeinde liegt im Regionalen Naturpark Narbonnaise en Méditerranée.

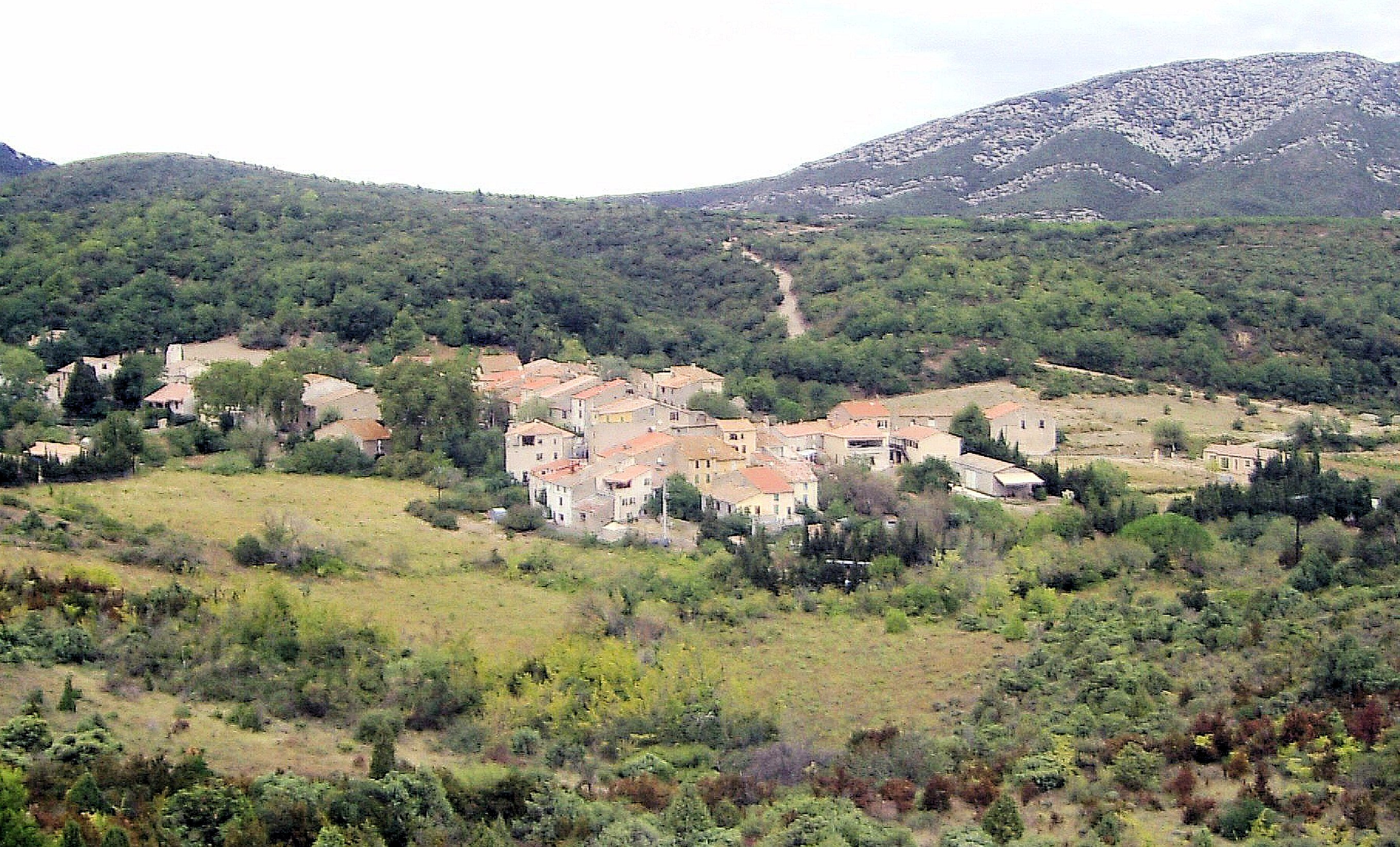
Blick auf Feuilla

## Bevölkerungsentwicklung
| Jahr      | 1962 | 1968 | 1975 | 1982 | 1990 | 1999 | 2007 | 2016 |
| Einwohner | 88   | 106  | 81   | 70   | 68   | 78   | 98   | 104  |